# Volkswagen New Beetle
Volkswagen New Beetle — автомобіль німецької компанії Volkswagen. New Beetle випускався з 1998 по 2010 рік і зовні нагадував легендарний Volkswagen Käfer. Однак, на відміну від класичного Käfer, у New Beetle двигун розташований спереду, а багажник ззаду.

## Опис

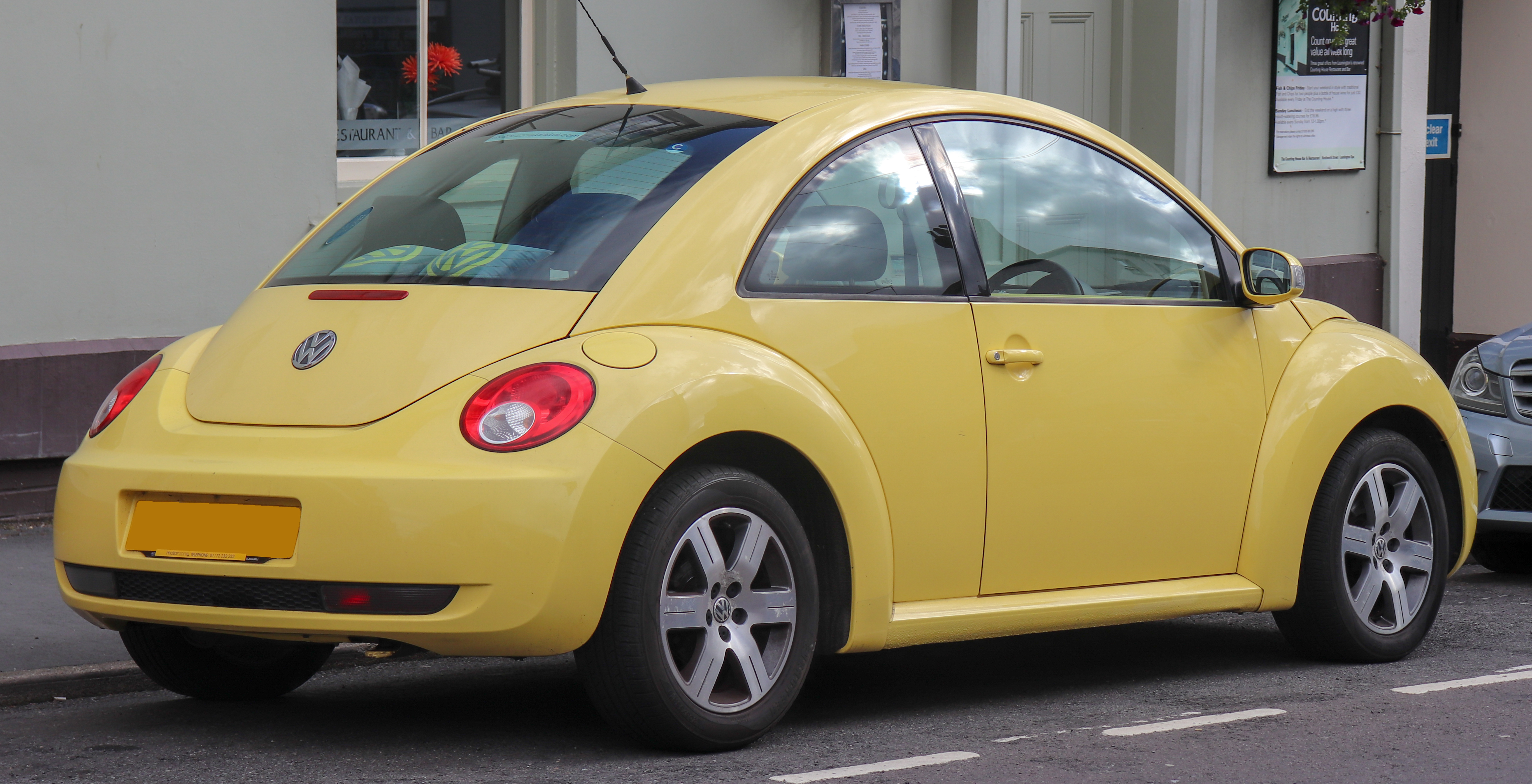

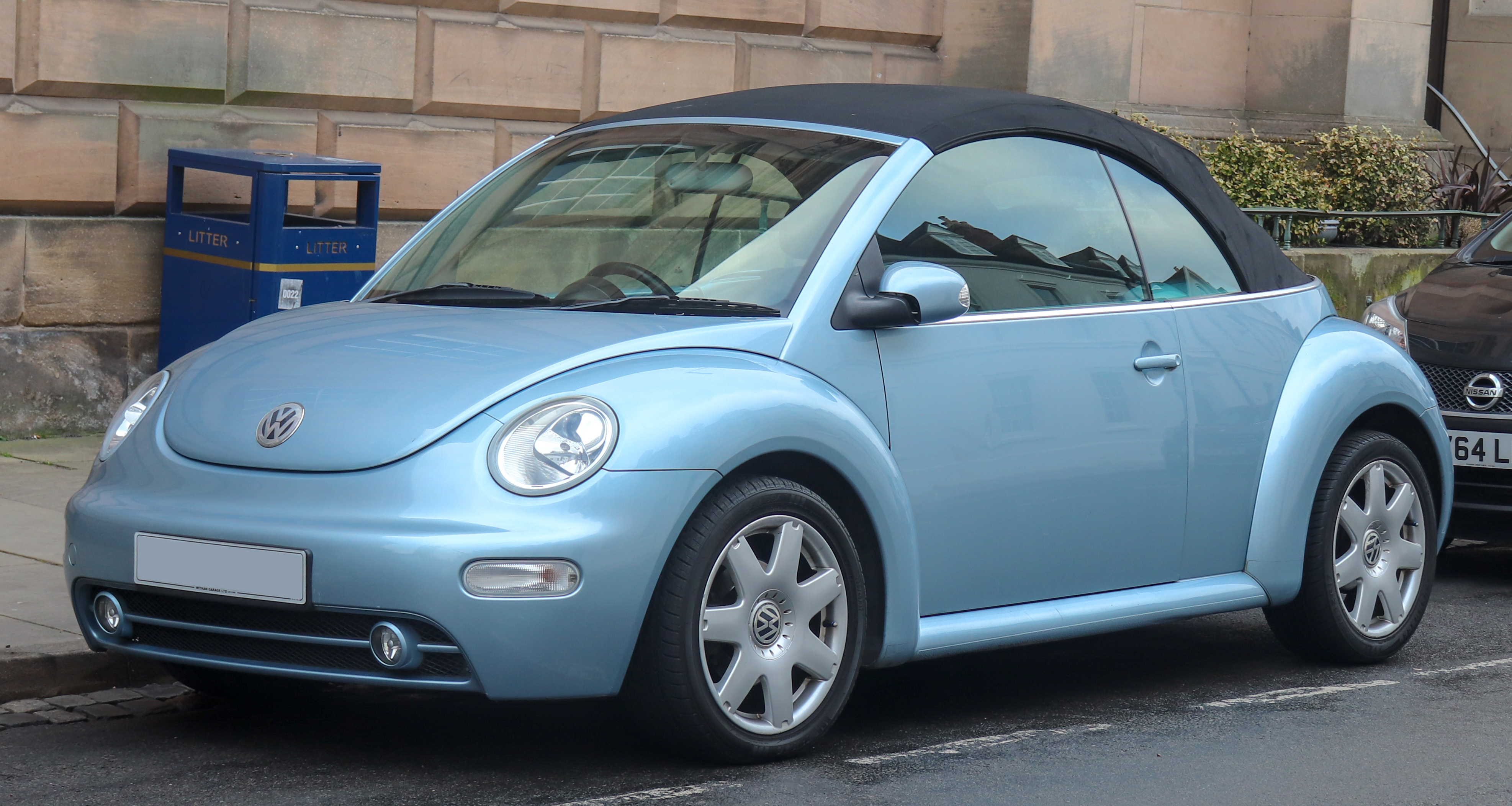
Volkswagen New Beetle Cabriolet

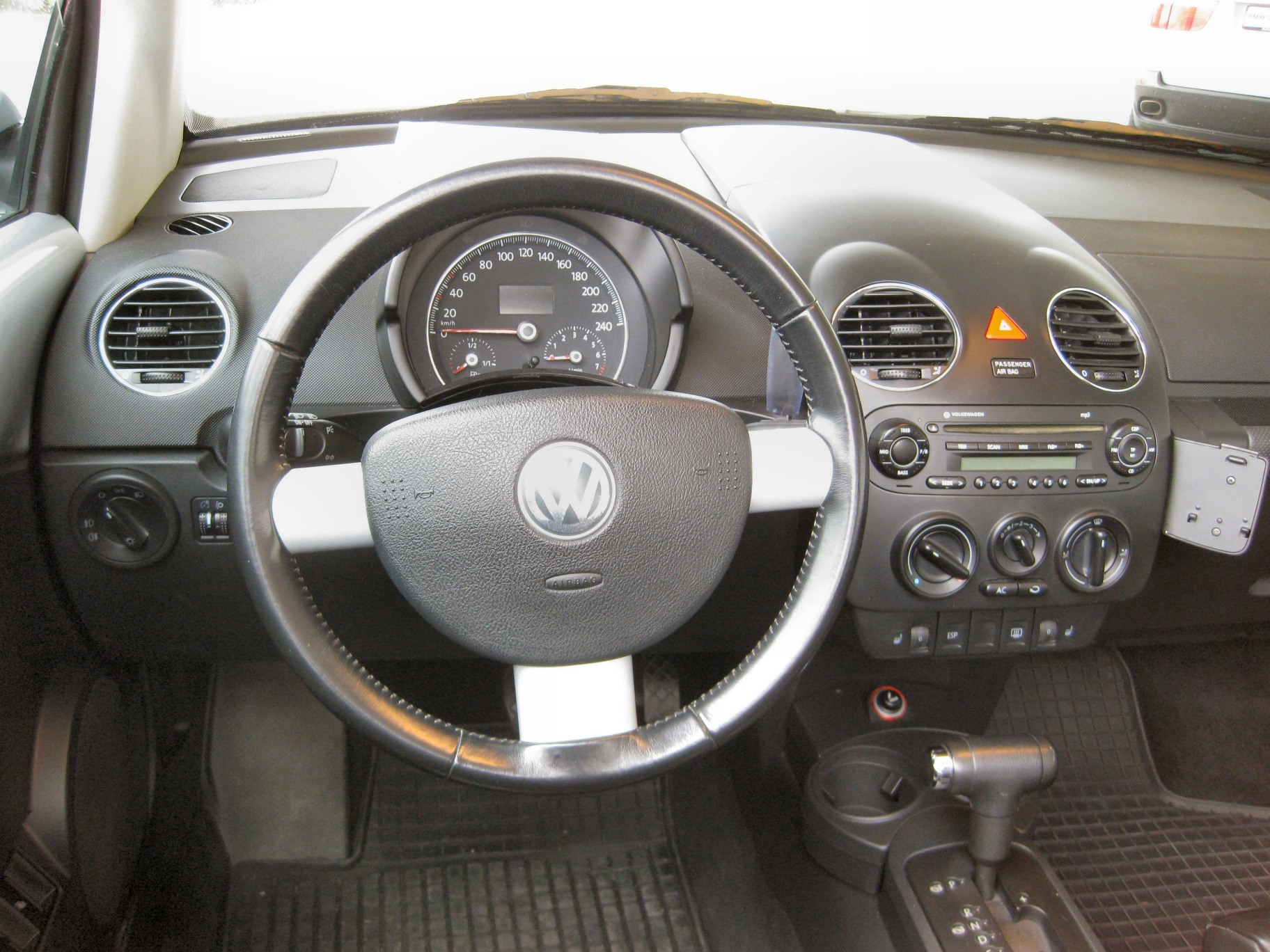
Салон

New Beetle є збудований на одній платформі з VW Golf 4, VW Bora, Skoda Octavia A4 і Audi A3. Спочатку автомобіль призначався для внутрішнього Північноамериканського ринку (початок випуску - весна 1998 року, маркування 1с), але потім з'явилася модифікація і для інших країн (9с), як правило, для Європи. Гамма двигунів для оновленого Beetle була не надто широкою: бензиновий 2.0 8V 115 к.с. (AEG для Америки і AQY - для Європи) і 1.9 TDI. Трохи пізніше з'явилася модифікація з популярним турбованим фольксвагеновским двигуном 1.8Т (в Європу майже не поставлялися). Трохи пізніше з'явилися версії з 1.4, 1.6, 1.8, 2.5 літровими двигунами. Відмінності американської версії від європейської - наявність габаритних вогнів з боків заднього бампера, квадратна ніша під номерний знак, в більшості випадків в передніх поворотних фарах були вбудовані і габаритні вогні, приладова панель нумерувати в милях (великими цифрами) і кілометрах одночасно і нерідко відсутністю задніх ПТФ. Також існували версії для японського ринку (в тому числі і з правим кермом), що відрізняються наявністю габаритів в задньому бампері, дзеркальним (в порівнянні з європейськими моделями) розташуванням ліхтарів заднього ходу і протитуманного, проте передні габаритні вогні були як у європейців вбудовані в фари головного світла. Незалежно від модифікації, в New Beetle використовувався роздільний дальнє і ближнє світло (лампи і там, і там - H1).
У 2006 році модель модернізували. На крилах з'явилися чітко окреслені навколо колісних арок радіальні ребра, оновилася оптика, передній і задній бампери. Були внесені зміни в інтер'єр, додалося сучасне базове і додаткове обладнання, щоб модель більше відповідала рівню середини 2000-х. Однак силові агрегати залишилися практично без змін - двигуни TFSI і роботизовані КПП DSG з'являться тільки на наступному поколінні.
У 2011 році на автосалоні в Шанхаї, а трохи пізніше і в Нью-Йорку було представлено нове покоління Beetle. Модель переїхала на платформу PQ35, і в порівнянні зі своїм попередником стала на 8 см ширше, 15 см у довжину і отримала більш згладжений силует даху, завдяки чому стало більше місця для задніх пасажирів, а також було більше стилістичних відсилань до легендарного попередника.
Представники компанії Volkswagen Group заявили, що автомобілі Volkswagen Beetle третього покоління будуть доступні в трьох комплектаціях - Beetle, Design і Sport, які будуть відрізнятися не тільки в деталях, але і списками опцій. Базова комплектація включає ESP і шість подушок безпеки. Новинка надійшла в продаж в 2012 році.

## Двигуни
Бензинові:
- 1.4 16V І4 75 к.с.
- 1.6 16V І4 102 к.с.
- 1.8 20V Turbo І4 150 к.с.
- 2.0 І4 115 к.с.
- 2.3 V5 170 к.с.
- 3.2 VR6 225 к.с.

Дизельний:
- 1.9 TDI І4 90, 100, 105 к.с.